# Рудольф, Фёдор Фёдорович
Фёдор Фёдорович (Фридрих Адольф) Рудольф (нем. Friedrich Adolf Rudolf; 1818 — не ранее 1853) — российский архитектор.

## Биография
Фридрих Адольф Рудольф родился 29 июля 1818 года, сын камер-музыканта; предположительно был родственником  живописца из Штетина Иоганна Михаила Рудольфа (ум. 1787), работавшего в Санкт-Петербурге и Царском Селе al fresco. Первоначальное образование, как сын камер-музыканта, Рудольф получил в Театральном училище столицы, курса обучения в котором не окончил, а поступил в ученики к архитектору Василию Петровичу Стасову. 
15 января 1845 года, представляя свои работы в Петербургскую академию художеств, Фёдор Фёдорович Рудольф просил назначить ему программу, и Академией была дана тема: «проект больницы для неизлечимых». Разработка программы была признана удовлетворительной, но устный экзамен Рудольф не выдержал и не решился на пересдачу, а 20 мая 1846 года обратился к ИАХ с прошением, в котором, указав, что после неудачного испытания в теории строительного искусства он особенно усиленно занялся теорией, просил проверить его знания в «Департаменте проектов и смет», где программа испытания была, по его словам, совершенно одинакова с программой испытания в Академии Художеств и где Рудольф успешно сдал экзамен. Получив это прошение, Академия удовлетворила ходатайство Рудольфа и признала его, 20 июня 1846 года, «в звании неклассного художника по архитектуре».

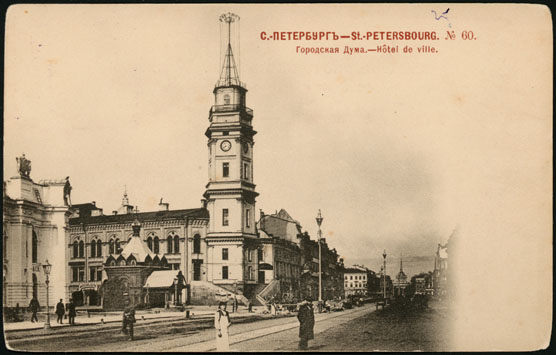
Здание городской думы Петербурга

Получив звание архитектора, Фёдор Фёдорович Рудольф 15 ноября 1847 года стал исправляющим должность архитектора в Правление 1 Округа Путей Сообщения, который в то время наблюдал за постройками в городе Санкт-Петербурге. Видимо, Рудольф был на хорошем счету у начальства, и в следующем, 1848 году откомандирован был производителем работ по зданию Санкт-Петербургской городской думы, в которой расширялся и украшался зал думских заседаний. По окончании этой работы Рудольф получил назначение членом Комиссии по устройству домов на Охте (19 февраля 1850 года). В это время был поднят вопрос о присоединении Охты к городу и поэтому полагали усилить внимание над этим пригородом Петербурга.
8 мая 1853 года Фёдор Фёдорович Рудольф обратился в Академию Художеств с просьбой назначить ему программу на звание академика.
Его старший брат — Карл Рудольф также учился в Академии Художеств.